# St. Louis Film Critics Association Awards 2006
La premiazione per la 3ª edizione St. Louis Film Critics Association Awards si è tenuta il 7 gennaio 2007.

## Vincitori e candidati

### Miglior film
- The Departed - Il bene e il male (The Departed), regia di Martin Scorsese
- Blood Diamond - Diamanti di sangue (Blood Diamond), regia di Edward Zwick
- Dreamgirls, regia di Bill Condon
- Flags of Our Fathers, regia di Clint Eastwood
- The Good Shepherd - L'ombra del potere (The Good Shepherd), regia di Robert De Niro
- L'ultimo re di Scozia (The Last King of Scotland), regia di Kevin Macdonald
- Diario di uno scandalo (Notes on a Scandal), regia di Richard Eyre
- The Queen - La regina (The Queen), regia di Stephen Frears
- United 93, regia di Paul Greengrass

### Miglior attore
- Forest Whitaker - L'ultimo re di Scozia (The Last King of Scotland)
- Leonardo DiCaprio - Blood Diamond - Diamanti di sangue (Blood Diamond)
- Leonardo DiCaprio - The Departed - Il bene e il male (The Departed)
- Matt Damon - The Good Shepherd - L'ombra del potere (The Good Shepherd)
- Aaron Eckhart - Thank You for Smoking
- Ryan Gosling - Half Nelson
- Edward Norton - Il velo dipinto (The Painted Veil)
- Will Smith - La ricerca della felicità (The Pursuit of Happyness)

### Miglior attore non protagonista
- Djimon Hounsou - Blood Diamond - Diamanti di sangue (Blood Diamond)
- Ben Affleck - Hollywoodland
- Adam Beach - Flags of Our Fathers
- Steve Carell - Little Miss Sunshine
- Chalo Gonzales - Quinceañera
- Eddie Murphy - Dreamgirls
- Jack Nicholson - The Departed - Il bene e il male (The Departed)

### Miglior attrice
- Helen Mirren - The Queen - La regina (The Queen)
- Annette Bening - Correndo con le forbici in mano (Running with Scissors)
- Juliette Binoche - Complicità e sospetti (Breaking and Entering)
- Judi Dench - Diario di uno scandalo (Notes on a Scandal)
- Kate Winslet - Little Children

### Miglior attrice non protagonista
- Jennifer Hudson - Dreamgirls
- Cate Blanchett - Diario di uno scandalo (Notes on a Scandal)
- Abigail Breslin - Little Miss Sunshine
- Jill Clayburgh - Correndo con le forbici in mano (Running with Scissors)
- Shareeka Epps - Half Nelson
- Rinko Kikuchi - Babel
- Meryl Streep - Il diavolo veste Prada (The Devil Wears Prada)
- Lili Taylor - Factotum

### Miglior regista
- Martin Scorsese - The Departed - Il bene e il male (The Departed)
- Bill Condon - Dreamgirls
- Robert De Niro - The Good Shepherd - L'ombra del potere (The Good Shepherd)
- Clint Eastwood - Flags of Our Fathers
- Clint Eastwood - Lettere da Iwo Jima (Letters from Iwo Jima)
- Stephen Frears - The Queen - La regina (The Queen)
- Paul Greengrass - United 93
- Edward Zwick - Blood Diamond - Diamanti di sangue (Blood Diamond)

### Migliore sceneggiatura
- Peter Morgan - The Queen - La regina (The Queen)
- Emilio Estevez - Bobby
- William Monahan - The Departed - Il bene e il male (The Departed)
- Todd Field - Little Children
- Michael Arndt - Little Miss Sunshine
- Patrick Marber - Diario di uno scandalo (Notes on a Scandal)
- Jason Reitman - Thank You for Smoking

### Miglior fotografia
- Il velo dipinto (The Painted Veil)
- Babel
- Blood Diamond - Diamanti di sangue (Blood Diamond)
- The Departed - Il bene e il male (The Departed)
- Flags of Our Fathers
- Hollywoodland
- Lettere da Iwo Jima (Letters from Iwo Jima)

### Miglior film in lingua straniera
- Il labirinto del fauno (El laberinto del fauno), regia di Guillermo del Toro • Messico / Spagna / USA
- Apocalypto, regia di Mel Gibson • USA
- Le vite degli altri (Das Leben der Anderen), regia di Florian Henckel von Donnersmarck • Germania
- Senza destino (Sorstalanság), regia di Lajos Koltai • Germania / Ungheria / Regno Unito
- Volver - Tornare (Volver), regia di Pedro Almodóvar • Spagna
- Three Times (最好的時光), regia di Hou Hsiao-hsien • Taiwan

### Miglior film di animazione/film fantasy
- Cars - Motori ruggenti (Cars), regia di John Lasseter e Joe Ranft
- La tela di Carlotta (Charlotte's Web), regia di Gary Winick
- Happy Feet, regia di George Miller
- Monster House, regia di Gil Kenan
- La gang del bosco (Over the Hedge), regia di Tim Johnson e Karey Kirkpatrick

### Migliori effetti speciali
- Pirati dei Caraibi - La maledizione del forziere fantasma (Pirates of the Caribbean: Dead Man's Chest)
- The Fountain - L'albero della vita (The Fountain)
- Il labirinto del fauno (El laberinto del fauno)
- V per Vendetta (V for Vendetta)
- Superman Returns
- Banlieue 13

### Miglior documentario
- Una scomoda verità (An Inconvenient Truth), regia di Davis Guggenheim
- Deliver Us from Evil, regia di Amy Berg
- The Heart of the Game, regia di Ward Serrill
- Iraq for Sale: The War Profiteers, regia di Robert Greenwald
- Why We Fight, regia di Eugene Jarecki

### Film più originale e innovativo
- United 93, regia di Paul Greengrass
- L'arte del sogno (La Science des rêves), regia di Michel Gondry
- Little Miss Sunshine, regia di Jonathan Dayton e Valerie Faris
- Brick - Dose mortale, regia di Rian Johnson
- Little Children, regia di Todd Field
- Zen Noir, regia di Marc Rosenbush
- Il labirinto del fauno (El laberinto del fauno), regia di Guillermo del Toro